# Câmpineanca
Câmpineanca é uma comuna romena localizada no distrito de Vrancea, na região de Moldávia. A comuna possui uma área de 19.57 km² e sua população era de 3534 habitantes segundo o censo de 2007.